# Vivièrs (Tarn)
Vivièrs de las Montanhas (en francès Viviers-lès-Montagnes) és un municipi francès, de la regió d'Occitània i del departament del Tarn.

## Demografia
| 1962                                       | 1968 | 1975 | 1982 | 1990 | 2000 |
| ------------------------------------------ | ---- | ---- | ---- | ---- | ---- |
| 690                                        | 712  | 870  | 1347 | 1473 | 1633 |
| Des de 1962: població sense dobles comptes |      |      |      |      |      |

## Administració
| Període | Identitat   | Partit |
| ------- | ----------- | ------ |
| 2008-   | René Saissi |        |